# هرادتس (ناحیه هاولیتشکوف برود)
هرادتس (به چکی: Hradec) یک منطقهٔ مسکونی در جمهوری چک است که در ناحیه هاولیتشکوف برود واقع شده‌است. هرادتس ۵٫۶۷ کیلومتر مربع مساحت و ۲۳۱ نفر جمعیت دارد و ۴۵۰ متر بالاتر از سطح دریا واقع شده‌است.